# 横森製作所
株式会社横森製作所（よこもりせいさくしょ）は、日本の鉄骨階段専門メーカーである。「階段屋ヨコモリ」と称される。階段垂直マラソンの選手であるステアクライマー、渡辺良治が実業団選手として所属。ステアクライミング・ジャパンサーキットのメインスポンサーでもある。

## 概要
1951年創業の国内最大の鉄骨階段専門メーカー。超高層ビル、大型ショッピングセンター、スタジアム、住宅用など、鉄骨階段と手すりの設計・製作・施工を行っている。
蓄積された高度な技術力とノウハウ、業界随一の開発力を有しており、日本の高層ビルの高さランキングtop50の内、80%以上に非常階段、装飾階段などが採用されている。

## 沿革
- 1951年（昭和26年） - 横森精文、親類と共同経営していた東京メタル工業から東京・上板橋にて独立、横森製作所を創業。
- 1953年（昭和28年） - 横森製作所、上板橋から渋谷区幡ヶ谷へ移転し、工場を設立。建築金物の設計・製作・施工を業とする。
- 1955年（昭和30年） - アーニーパイル劇場（東京宝塚劇場）の改築工事に参加。
- 1957年（昭和32年） - 戸田建設より、公団住宅のベランダや階段の手すり等を受注。
- 1959年（昭和34年） - 明治神宮参集殿の造営に参加。
- 1961年（昭和36年）12月16日 - 株式会社横森製作所を設立。横森精文、代表取締役に就任。
- 1963年（昭和38年） - NHK放送センターの第一期工事（鹿島建設・大成建設・清水建設・竹中工務店・大林組・戸田建設・間組）に参加。
- 1964年（昭和39年） - 東京オリンピック聖火集火式の聖火台（皇居二重橋前広場に設置）を受注。
- 1967年（昭和42年） - 三菱仲九号館の階段解体作業をきっかけに、YS階段を開発。内部階段として、その第1号を新有楽町ビルに施工。
- 1968年（昭和43年）
  - 質量ともに最大級の装飾金物、普門会館のブロンズ面格子を受注。
  - 霞が関ビルの金物工事を受注し、超高層時代の幕開けに参画。
- 1970年（昭和45年） - YS階段の特許取得。 （日本・米・独・仏・英・台湾・韓国においても特許取得）
- 1971年（昭和46年） - 新宿京王プラザホテルにYS階段が採用される。
- 1972年（昭和47年） - 新宿三井ビルの階段を受注。
- 1973年（昭和48年） - 新宿安田ビルの階段を受注。
- 1974年（昭和49年） - 本社新社屋、完成。幡ヶ谷工場を昭島工場に移転合併。
- 1975年（昭和50年） - 大阪営業所を開設。
- 1976年（昭和51年）
  - 新宿野村ビルの階段を受注。
  - アメリカ大使館新築工事において、YS階段が唯一日本製品として採用される。
  - 東ベルリンの貿易センタービルの内部階段を受注。
  - 外部用階段としてSFRC階段を開発。内・外部階段双方の特許を取得し、ユニット・幅広・らせん階段を加えた国内唯一の階段専門メーカーとなる。
- 1977年（昭和52年）
  - 北海道出張所、九州営業所を開設。
  - 池袋サンシャイン60およびデパート棟の階段を受注。単一現場における空前の大型工事量となる。
- 1979年（昭和54年）
  - 東松山工場を開設。
  - 三井不動産・パークシティ溝の口でSFRC階段を大量に受注。
- 1981年（昭和56年） - 九州工場を開設。
- 1982年（昭和57年） - 加西工場を開設。
- 1983年（昭和58年）
  - Z55-SFRC階段を開発。 SFRC階段、発明奨励賞を受賞。
  - 川越工場を開設。村野藤吾を招聘し記念講演会を催す[2]。
- 1984年（昭和59年） - 広島出張所を開設。
- 1985年（昭和60年） - 名古屋営業所を開設。
- 1987年（昭和62年） - 児玉工場を開設。YS-CAD・CAMシステムを開発。
- 1988年（昭和63年） - bon手すりを開発。
- 1989年（平成元年） - X階段（ショッピングセンターなどの大型店舗適用階段 - を開発。石貼り鉄骨階段を開発。
- 1990年（平成2年） - 東京都第一庁舎および第二本庁舎の階段を受注。
- 1991年（平成3年） - いわき工場を開設。名古屋工場を開設。横浜ランドマークタワーの階段を受注。
- 1992年（平成4年）
  - 階段CIMシステムを開発。
  - GEOSTEP（地下工事用自動昇降式階段）を開発。
  - 階段CIMシステム完成記念式典・階段博覧会を開催。
  - 関西国際空港旅客ターミナルビルの階段を受注。
  - 恵比寿ガーデンプレイスの階段を受注。
- 1993年（平成5年）
  - 仙台営業所を開設。
  - CIMSTEP-1（RC建物用先行鉄骨階段工法）を開発。
- 1994年（平成6年）
  - 横浜営業所を開設。
  - S-STEPを開発。
- 1995年（平成7年）
  - 本社社屋改築。
  - 上海の滬東造船所と合弁会社「上海滬船横森鋼結構有限公司」を設立し、中国に進出する。
- 1996年（平成8年）
  - 北海道営業所開設。
  - 九州工場、社団法人全国鐵構工業連合会Ｍグレード認定取得。
- 1997年（平成9年） - 九州工場、建築鉄骨溶接技量検定（AW検定）取得。
- 1998年（平成10年） - 児玉工場、社団法人全国鐵構工業連合会Mグレード認定取得。
- 1999年（平成11年）
  - 昭島工場、東松山工場を岡部工場に集約する。
  - 岡部工場開設。
- 2002年（平成14年）
  - 有明利昭、代表取締役に就任する。
  - 01-STEPを開発。
  - 韓国の斗河株式会社に技術供与し、斗河横森株式会社を設立。
  - 3次元CADシステム・CADYS21を開発。
- 2003年（平成15年） - 鉄骨階段リニューアル事業に本格参入。
- 2004年（平成16年） - SYSTAIR（住宅向けインテリア階段）を開発。
- 2005年（平成17年） - 児玉工場、AW検定取得。
- 2007年（平成19年） - 北京オリンピックスタジアム（北京国家体育場）の階段を受注。
- 2008年（平成20年）
  - 名古屋工場を移設、新名古屋工場を開設。
  - 岡部工場Mグレード認定取得。
  - 東日本地区事業所（北海道支店を除く）ISO9001認証取得。
- 2009年（平成21年）
  - 東京スカイツリーの階段を受注。
  - 西日本地区事業所、ISO9001認証取得。
- 2010年（平成22年）
  - あべのハルカスの階段を受注。
  - いわき工場、名古屋工場、加西工場Mグレード認定取得。
- 2015年（平成27年）
  - Z55-BWD階段を改良し、Z-DWD階段を開発。豊橋工場を開設。
  - 「上海横精鋼結構有限公司」を設立。
  - 「YOKOMORI STAIRS CORPORATION」を設立し米国に進出。
- 2016年（平成28年）
  - 日本企業として初めてシンガポールBCAのSSSS CATEGORY S2を取得。
  - YS階段をモデルチェンジ。DYS-P階段、DYS-M階段を開発。
  - 「YOKOMORI STAIRS CORPORATION」を「YOKOMORI USA HOLDINGS CORPORATION」に社名変更。
  - YOKOMORI USAの100%子会社として「SENTRY STEEL, Inc.」を設立し、米国事業へ本格参入。
- 2017年（平成29年）
  - 国内の全事業所でISO9001認証を取得。BIMに対応した新CADシステム「CADYSⅡ」を開発。北海道工場を開設。
  - 合弁会社「YOKOMORI SINGAPORE PTE LTD」を設立し、シンガポールへ進出。
- 2018年（平成30年）
  - 「YOKOMORI presents ハルカススカイラン2018」開催。
- 2021年（令和3年）
  - 創業70周年。
  - 上海横精鋼結構有限公司の名称を「上海横森鋼結構制作有限公司」に変更。
  - 有明威、代表取締役に就任。
- 2024年（令和6年）
  - 本社を渋谷区幡ヶ谷から渋谷区笹塚へ移転。